# Stygobromus stadukhini
Stygobromus stadukhini is een vlokreeftensoort uit de familie van de Crangonyctidae. De wetenschappelijke naam van de soort is voor het eerst geldig gepubliceerd in 1930 door Derzhavin.